# 腺背长粗毛杜鹃
腺背长粗毛杜鹃（学名：Rhododendron crinigerum var. euadenium）为杜鹃花科杜鹃花属下的一个变种。

## 扩展阅读
- 維基物種上的相關：腺背长粗毛杜鹃